# Medet, Tavas
Medet là một xã thuộc huyện Tavas, tỉnh Denizli, Thổ Nhĩ Kỳ. Dân số thời điểm năm 2010 là 356 người.